# Pseudenargia ulicis
Pseudenargia ulicis là một loài bướm đêm trong họ Noctuidae.